# Корчма
Корчма́, шино́к — питейное заведение, частное, неоткупное, с вольной продажей, иногда — постоялый двор, с продажей крепких напитков. Древнеславянская корчма может считаться родоначальником кабака.

## Наименования
Согласно болгарскому языковеду Найдену Герову (1823—1900), слово «кръчма» в значении «лавка для продажи вина и ракии» присутствует в староболгарском языке уже в XI веке. В разных славянских языках используются схожие названия: «кръчма» в болгарском, «крчма» — в сербохорватском, «krčma» — в чешском и словацком, «karczma» — в польском. В этимологическом словаре болгарского языка слово «кръчма» называется местом продажи алкоголя, которое происходит от староболгарского глагола «кρъκижтн» — «издавать звук». В новоболгарском языке глагол «къркам» используется в значении «пить». В современном болгарском языке «кръчма» означает место продажи алкоголя и холодных закусок.
В древнерусском языке крчеменица — питейный дом. В старину на Руси слово «корчма» означало также и пьяный напиток. Название было распространено до Октябрьской революции в Российской империи (Украина, Белоруссия, юг России).
В московской Руси старинное название кружечного двора (кабака) — кружало. На юге и западе Руси (России) в разговорной речи к заведению также применяли слово аренда.
Исторически названия корчма и шинок употреблялись на Руси. В Русском государстве аналогом был кабак. Содержание шинков называли шинкарством, занимались продажей напитков шинкарь и шинкарка.
По мнению И. С. Свенцицкой, называть шинками будет вернее те питейные заведения, которые уже были в Древней Месопотамии со второго тысячелетия до нашей эры. В нескольких статьях «Законов Хаммурапи» имеется упоминание о шинкарках и шинках.
По-венгерски кабак, корчма  — венг. kocsma, произносится «ко́чмо».

## История
У западных и южных славян корчмы были известны с XI столетия. Древнейшие напитки, продававшиеся в корчме — квас, пиво и мёд. Почти в каждом городе была одна корчма, а в иных — по две и более. Также корчма могла размещаться в крупных сёлах, на торговых путях, переправах и в других людных местах. Продажа спиртного облагалась налогом, так, в Великом княжестве Литовском это была капщина.
В корчмах же у западных славян приставы передавали народу постановления правительства, судьи творили суд, разбирались дела между приезжими; корчмы долго заменяли ратуши и гостиные дворы.
Сначала западно-славянские корчмы были вольными учреждениями, и только позже сделались княжескими, казёнными; тогда стали появляться и тайные. Следы корчмы у восточных славян, особенно на юге, сохранились долее всего.
В России после учреждения кабака Иваном Грозным происходит постепенное вытеснение корчмы.
Работу в корчме ранее регламентировало Соборное уложение 1649 года.
В 1654 году Богдан Хмельницкий с запорожскими казаками при вступлении в союз с Московским царством выговорил для Украины свободную продажу хлебного вина, то есть водки. В 1743 году Елизавета Петровна в грамотах всем слободским полкам подтвердила право «шинки держать, вино курить и шинковать беспошлинно», отсюда произошло корчемство из слободских губерний России в другие. В 1805 году свобода винокурения в слободских губерниях России была запрещена, но манифестом 1810 года подтверждены все помещичьи привилегии на свободное винокурение в губерниях южных и западных, которые поэтому получили название привилегированных. Долгое время в России (на западе и юге) существовали подпольные корчмы (шинки), с которыми боролось правительство.

## Корчма в искусстве
- Балетная постановка 1936 года «Сцена в корчме» венгерского хореографа Дьюла Харангозо[13].
- Корчма показана в фильме «Пропавшая грамота» (1972 год) режиссёра Бориса Ивченко.
- Стихотворение «Корчма» Николая Михайловича Языкова.
- Басня «Корчма в Упите» Адама Мицкевича.
- Рассказ «Ночлег в корчме» Лидии Яковлевны Черкасовой.

## Галерея
- Сельская корчма на белорусской марке 1999 год
- Корчма из села Рудякив Киевской области, Украина
- Внутреннее убранство шинка в музейном комплексе народной архитектуры в Переяславе
- Корчма в Пташкове (Польша)
- В. И. Штернберг «Малороссийский шинок» (1837)
- Я. Ф. Пиварский «Корчма „Последний грош“» (1845)
- И. И. Соколов «Возле шинка» (1864)
- Юзеф Бранд «Чумаки перед корчмою» (1865)
- Н. С. Самокиш «Запорожцы перед корчмою» (ранее 1944)